# Willem Pieter Hoevenaar
Willem Pieter Hoevenaar (Utrecht, 7 maart 1808 - aldaar, 31 oktober 1863) was een Nederlandse schilder, tekenaar, aquarellist, etser en lithograaf.

## Leven en werk
Hoevenaar werd in maart 1808 in Utrecht geboren als zoon van de schietschuitschipper Adrianus Hoevenaar en van Maria Josepha le Fevre. Hij behoorde tot een geslacht van schilders en tekenaars. Ook zijn vader Adrianus, zijn grootvader Adrianus, twee van zijn broers Cornelis Willem en Nicolaas Ludolph, zijn zoon Jozef en zijn neef Cornelis Willem beoefenden de schilder- en tekenkunst.
Hoevenaar werd als schilder en tekenaar opgeleid door Christiaan van Geelen, Bruno van Straaten en Pieter Christoffel Wonder. Hij schilderde onder meer genrestukken, boslandschappen, interieurs en stadsgezichten. Vooral zijn aquarellen en tekeningen in sepia vonden in die tijd gretig aftrek. Zijn werk werd onder meer tentoongesteld in Amsterdam en Den Haag. Hij woonde en werkte in zijn geboorteplaats Utrecht, maar hij was vanaf 1850 lid van de Koninklijke Academie te Amsterdam. Zijn zoon Jozef werd door hem opgeleid tot beeldend kunstenaar. Werk van Hoevenaar is te vinden in de collecties van onder meer het Stedelijk Museum te Amsterdam, het Centraal Museum te Utrecht, Teylers Museum te Haarlem en het Rijksprentenkabinet.
Op 4 mei 1836 trouwde hij met Wendelina van der Sluis. Hij overleed in oktober 1863 op 55-jarige leeftijd in zijn woonplaats Utrecht.

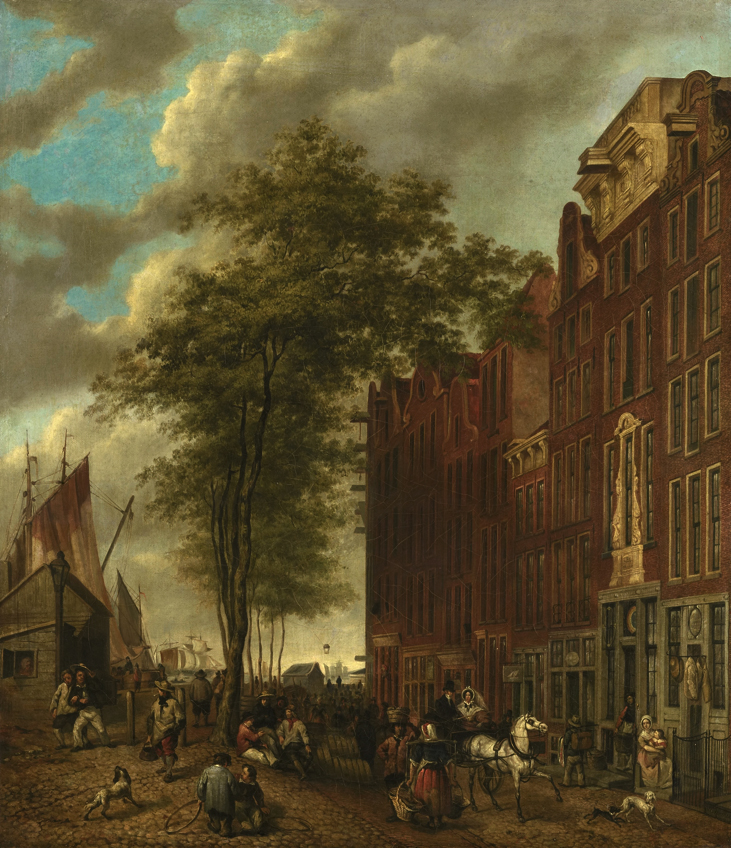
Slijpsteenmarkt in Amsterdam (1835), Rijksmuseum Amsterdam
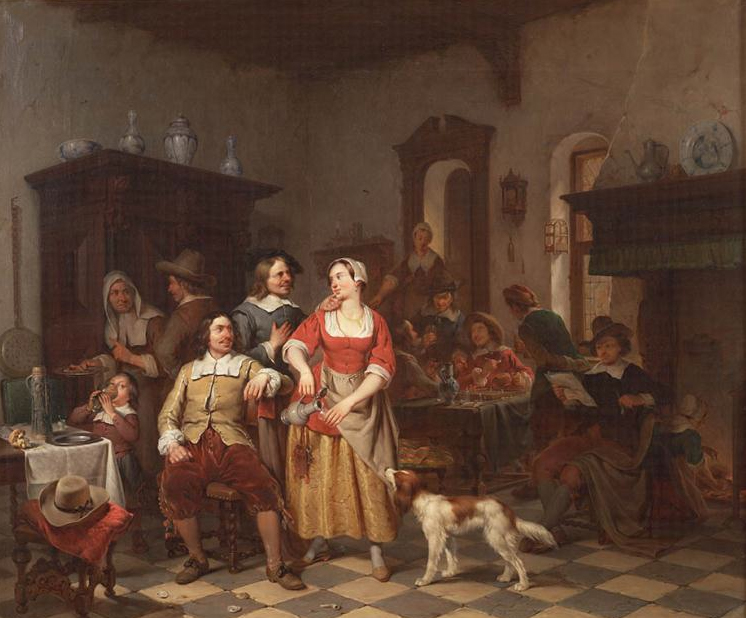
Jan Steen en Frans van Mieris in een herberg door Willem Pieter Hoevenaar (1842), Teylers Museum